# Passage Verdeau

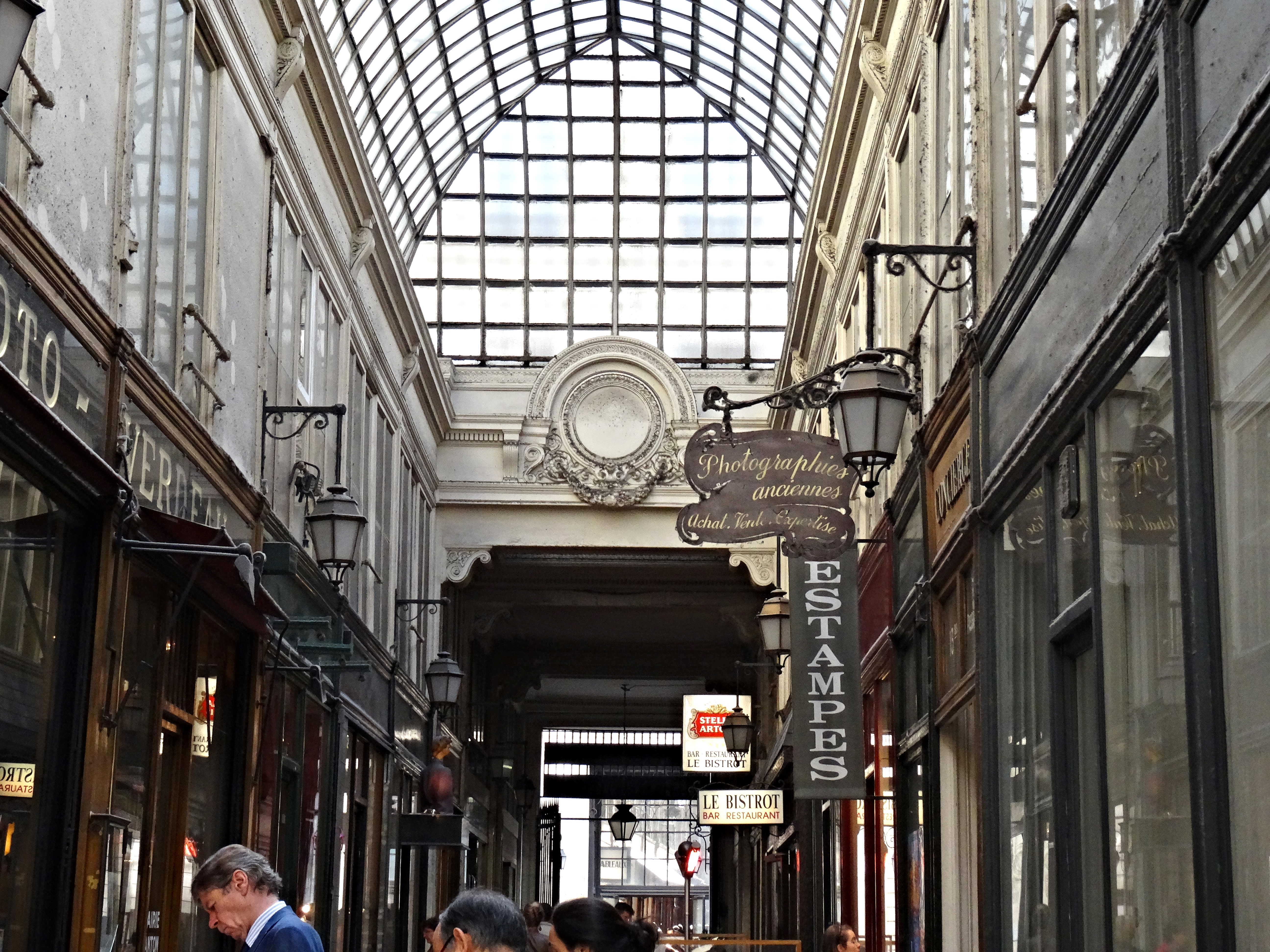

De Passage Verdeau is een overdekte winkelgalerij in Parijs, geopend in 1847. De passage verbindt de rue de la Grange-Batelière en de rue du Faubourg-Montmartre in het 9e arrondissement. Door een glazen dakconstructie stroomt natuurlijk licht de galerij binnen. Er is een rijk aanbod aan antiquairs en winkels met oude boeken en postkaarten.
Deze passage werd gelijktijdig met de nabijgelegen Passage Jouffroy gebouwd.